# 蒂姆·伍德
蒂姆·伍德（英語：Tim Wood，1948年6月21日—），美国男子花样滑冰运动员。他曾代表美国参加1968年冬季奥林匹克运动会花样滑冰比赛，获得男子单人滑银牌。